# Muziekfestival van Kiev
Het muziekfestival van Kiev (Oekraïens: Київ Музик Фест, Kyjiv Moezyk Fest; Engels: Kyiv Music Fest) is een internationaal muziekfestival dat jaarlijks plaatsvindt in Oekraïense hoofdstad Kiev. Het doel van dit concert is om moderne Oekraïense componisten van klassieke muziek op internationaal vlak te promoten.
De co-oprichters van het concert zijn het Ministerie van Cultuur in Oekraïne en de Nationale unie van componisten van Oekraïne.
Dit festival wordt jaarlijks georganiseerd in eind september tot begin oktober. Het programma bestaat uit werken van moderne Oekraïense en buitenlands componisten. Zowel Oekraïense als buitenlandse muziekgroepen nemen deel aan het festival.
De hoofdlocaties van het muziekfestival zijn onder andere de Nationale opera van Oekraïne, het Conservatorium van Kiev, de Nationale concertzaal voor orgel- en kamermuziek van Oekraïne (in de Sint-Nicolaaskathedraal), het Nationale filharmonisch orkest van Oekraïne en het Huis van de Wetenschappers in Kiev van de Nationale academie van wetenschappen van Oekraïne.

## Geschiedenis
De eerste editie van het festival was in 1990. De oprichter, Ivan Karabyts, een Oekraïense componist, was de muzikaal leider van 1990 tot en met 2001. De volgende muzikaal leiders zijn Myroslav Skoryk (2002-2005, 2013-2019), Ivan Nebesnyj (2006-2011) en Ihor Sjtsjerbakov (vanaf 2020).